# 李韑
李韑（？—？），號斗初，福建泉州府晋江县民籍，永春县人，明朝政治人物。

## 生平
李炜是晋江人，入读永春县学，萬曆十六年（1588年）戊子科福建乡试舉人，二十六年（1598年）戊戌科進士，兵部观政，次年授户部主事，本年管明智房草场，二十八年管九江鈔关，三十年管崇文门税课，三十二年昌平管粮，本年升员外郎，三十三年升郎中。三十五年升湖廣副使、分守上荆南兵备道，三十九年官至本省布政使司參政，四十一年考察调簡。

## 家族
曾祖李寿。祖李奇俊，嘉靖十三年舉人，官知县。父李廷儀，嘉靖四十三年舉人。叔李廷益，隆慶戊辰進士。